# Solei

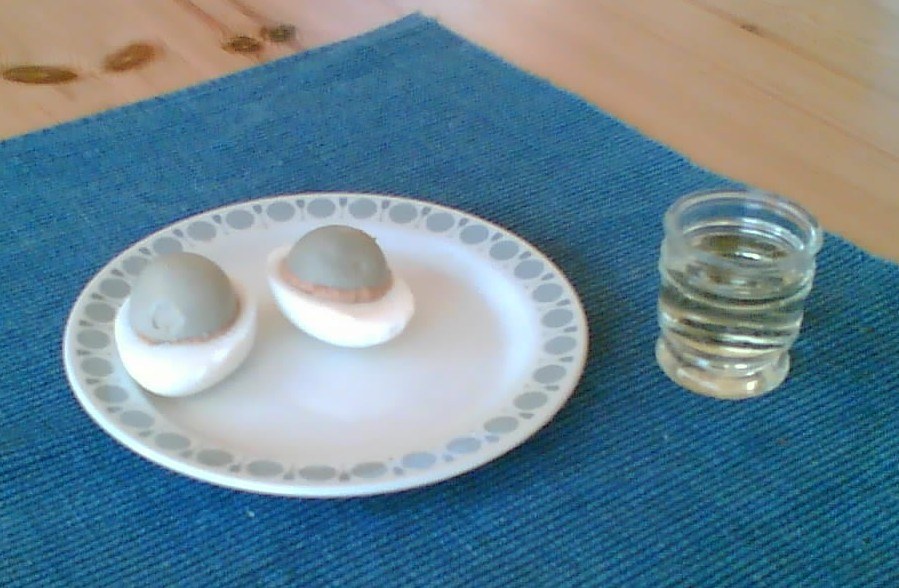
Soleier con Schnaps.

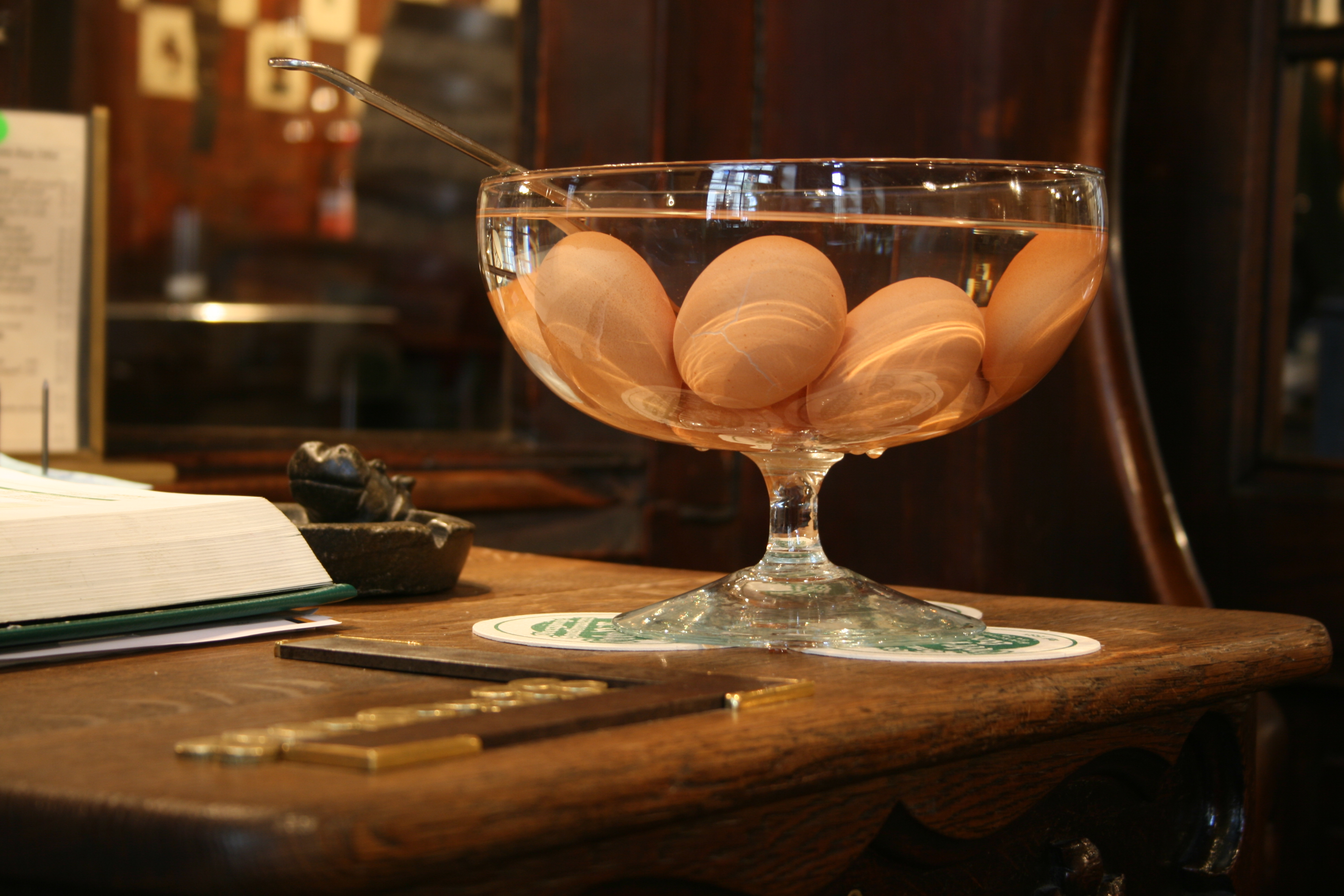
Soleier dentro de un vaso.

El Solei es un plato típico de la cocina alemana que tiene como ingrediente principal el huevo. El nombre del plato está compuesto en alemán de: sole salmuera y ei huevo. De esta forma se indica que el solei está compuesto de huevos cocidos completamente duros en salazón y que se pueden conservar durante un largo período. Los huevos así preparados son una receta que se puede encontrar en la cocina de Berlín tradicionalmente en los bares de esta ciudad (Berlín) en una especie de vitrina que en alemán se denomina Hungerturm (torre de hambre).

## Preparación
La preparación de este plato empieza cuando se rompe la cáscara del huevo y se pone en un cacerola de vidrio. Entonces se vierte un cocido caliente elaborado con agua, sal, comino, pimienta negra, pimienta de jamaica y cebolla (solo la cáscara de la cebolla) sobre los huevos. Esta mezcla debe estar guardada alrededor de una semana, en este tiempo los huevos muestran un aspecto característico.

## Presentación
Se suelen servir entre las comidas, quitando la cáscara del huevo y apartando la yema; en el hueco dejado se suele verter aceite, vinagre y pimienta, se vuelve a incorporar la yema, se añade mostaza y se consume toda la mezcla de un bocado.
- Datos: Q542335
- Multimedia: Pickled eggs / Q542335